# Infrared Space Observatory
ISO (сокр. от англ. Infrared Space Observatory — «Инфракрасная космическая обсерватория») — орбитальный космический телескоп, работавший в инфракрасном диапазоне. Аппарат был запущен 17 ноября 1995 года с помощью ракеты-носителя «Ариан-4» с космодрома Куру во Французской Гвиане на эллиптическую переходную орбиту.

## Разработка и особенности
Разработка спутника ISO была проектом Европейского космического агентства (ЕКА), при участии японского Института космонавтики и аэронавтики (ISAS, англ. Institute of Space and Aeronautical Science), с 2003 года ставшего частью агентства аэрокосмических исследований (JAXA), и НАСА. Проект ISO осуществлялся в ЕКА более 12 лет. Аппарат был изготовлен группой европейских фирм под руководством Aérospatiale (Франция). Разработка и изготовление обошлись в 744 млн ЭКЮ.
ISO планировался как единственная работающая в космосе ИК-обсерваторя, причём (за счёт охлаждения датчиков) способная наблюдать холодные объекты, невидимые в оптическом диапазоне. Научные задачи ISO включали в себя исследования формирующихся звёзд и планет, процесса старения галактик и поиск тёмной материи Вселенной.
В июне 1995 года аппарат вместе со всем необходимым оборудованием был доставлен в Куру, где к 1 сентября, после тщательной проверки всех подсистем и научной аппаратуры спутника, ISO был готов к установке на ракету-носитель. Подготовка к запуску была возобновлена в начале октябре с завершением подготовки к управлению обсерваторией из Европейского центра космических операций (ESOC, от англ. European Space Operations Centre) в Дармштадте и Европейского центра космической астрономии (VILSPA или ESAC, от англ. European Space Astronomy Centre) в городке Вильянуэва-де-ла-Каньяда близ Мадрида.

## Конструкция
Некоторые особенности в составе конструкции и научных приборов ISO:
- Космический телескоп-рефлектор с зеркалом диаметром 60 см. Поскольку для наблюдения слабых объектов научные приборы должны быть охлаждены до минимально возможной температуры, все инструменты и телескоп были помещены в криостат с жидким гелием, который, медленно испаряясь, поддерживал необходимую для работы телескопа температуру в −271 °C, близкую к абсолютному нулю. Исходя из запасов гелия (2150 литров), был определён расчётный срок работы ISO — от 18 до 21 месяца.
- Прибор ISOCAM (Франция), состоящий из камеры (диапазон 2,5—5 мкм, приёмник 32×32 пикселя) и поляриметра (диапазон 4,5—17 мкм)[6];
- Фотополяриметр ISOPHOT (Германия) диапазона 2,5—240 мкм[7]:
  - Многоапертурный многоканальный поляриметр (диапазон 3—110 мкм);
  - Камера дальнего ИК-диапазона с двумя приёмниками:
    - Приёмник диапазона 30—100 мкм (3×3 пиксела);
    - Приёмник диапазона 100—200 мкм (2×2 пиксела);

  - Спектрофотометр диапазона 2,5—12 мкм, апертура 24×24, спектральное разрешение 90;
- Коротковолновой спектрометр ISO-SWS (Нидерланды) диапазона 2,5—4,5 мкм. Имеет две решётки и два интерферометра Фабри — Перо[8];
- Длинноволновой спектрометр ISO-LWS (Великобритания) диапазона 4,5—190 мкм. Имеет одну решётку и два интерферометра Фабри — Перо[9].

## Завершение работы
8 апреля 1998 года инженерами наземной станции ЕКА было отмечено, что телескоп начал нагреваться. Это означало, что подошёл к концу запас жидкого гелия, использовавшегося для охлаждения телескопа до температуры −271 °C, близкой к абсолютному нулю.
В тот же день, когда температура поднялась выше −269 °C, все наблюдения были прекращены, и управление обсерваторией было передано технической группе, которая в течение 28 суток проверяла состояние систем перед полным отключением управления.

## Достижения
- Согласно плану эксплуатации, ISO должен был проработать 18 месяцев, однако суммарно проработал 28 (дополнительных 10 месяцев сверх плана). Всего за время работы ISO выполнил более 26 000 наблюдений космических объектов (галактик, звёзд, планет), в том числе за время дополнительной работы (10 месяцев) было выполнено около 10 000 наблюдений (в числе которых две сессии наблюдений источников в созвездии Ориона и вблизи него, недоступных к наблюдению в течение первых 18 месяцев)[10].
- В связи с тем, что уровень тряски был в 5 раз ниже допустимого предела, точность наведения телескопа оказалась в 10 раз лучше, чем предусматривалось техническим заданием[10].
- Приборы ISO позволили идентифицировать силикатные материалы, дёгтеобразные соединения углерода, пар и лёд из воды и углекислого газа. Благодаря этому впервые была получена ясная картина того, как из материала, рождённого звёздами, образуются ингредиенты для формирования планет и зарождения жизни. Так, ISO обнаруживал воду в различных районах Вселенной (вокруг умирающих или новорождённых звёзд, в межзвёздной среде, в атмосферах внешних планет); в частности, были получены доказательства наличия водяного пара в атмосфере Титана, спутника Сатурна[10].
- Обнаружение в комете Хейла — Боппа минерала оливина, что выступило подтверждением гипотезы, что Земля, кометы и звёзды построены из одного и того же «сырья»[12].